# Rugby San Donà 2019-2020

## TOP12 2019-20

### Stagione regolare
| Incontro                 | Andata | Ritorno   |
| ------------------------ | ------ | --------- |
| Fiamme Oro — San Donà    | 26-19  | 31-24     |
| San Donà — Reggio Emilia | 20-19  | annullata |
| Calvisano — San Donà     | 27-10  | annullata |
| San Donà — Colorno       | 44-35  | annullata |
| Rovigo — San Donà        | 14-13  | annullata |
| S.S. Lazio — San Donà    | 16-6   | annullata |
| San Donà — I Medicei     | 17-7   | annullata |
| Petrarca — San Donà      | 27-11  | annullata |
| San Donà — Viadana       | 20-20  | annullata |
| Mogliano — San Donà      | 27-24  | annullata |
| San Donà — Lyons         | 20-16  | annullata |

#### Risultati della stagione regolare
| Posizione | G  | V | N | P | PF  | PS  | DP  | B | Pt |
| --------- | -- | - | - | - | --- | --- | --- | - | -- |
| 9ª        | 12 | 4 | 1 | 7 | 211 | 254 | -43 | 4 | 22 |

## Coppa Italia 2019-20

### Prima fase

#### Girone C
| Incontro            | Risultato |
| ------------------- | --------- |
| San Donà — Petrarca | 6-41      |
| Mogliano — San Donà | 7-26      |

##### Risultati del girone C
| Posizione | G | V | N | P | PF | PS | DP  | B | Pt |
| --------- | - | - | - | - | -- | -- | --- | - | -- |
| 2ª        | 2 | 1 | 0 | 1 | 32 | 48 | -16 | 1 | 5  |